# Les Adieux de Caton d'Utique à son fils
Les Adieux de Caton d'Utique à son fils est une peinture à l'huile sur toile réalisée en 1635, ou peu après, par le peintre italien Le Guerchin.

## Description
Le tableau illustre un passage des Vies parallèles de Plutarque consacré à Caton d'Utique. Elle le représente à la suite de sa défaite à Thapsus contre César et faisant ses adieux à son fils peu avant son suicide. Il lit le dialogue de Platon sur l'immortalité de l'âme (Phédon).
Commandée par Louis Ier Phélypeaux de La Vrillière pour la galerie de son hôtel parisien, l'hôtel de La Vrillière, l'œuvre est conservée depuis 1872 au musée des Beaux-Arts de Marseille et exposée au rez-de-chaussée.

## Galerie dorée
Dans son contexte d'origine, le tableau était accompagné de huit autres œuvres réunies dans la Galerie dorée de l'hôtel de La Vrillière, dont:
- Le Guerchin, Coriolan supplié par sa mère (1643), Caen, musée des Beaux-arts
- Le Guerchin, Hersilie séparant Romulus et Tatius dit aussi Le Combat des Romains et des Sabins, 1645, huile sur toile, 253 × 267 cm, musée du Louvre, Paris
- Poussin, Camille livre le maître d'école de Faléries à ses écoliers, 1637, huile sur toile, 252x265 cm, musée du Louvre
- de Cortone, César remet Cléopâtre sur le trône d'Égypte, musée des beaux-arts de Lyon
- de Cortone, La Découverte de Remus (Musée du Louvre)
- Turchi, La Mort de Cléopâtre (~1640), 255 × 267 cm, musée du Louvre, Paris
- de Cortone, Auguste et la Sibylle, musée des beaux-arts de Nancy
- Carlo Maratta, L'empereur Auguste ferme les portes du temple de Janus ou La Paix d'Auguste (1655-57), 280 × 275 cm, palais des Beaux-Arts de Lille